# Marc Ouellet

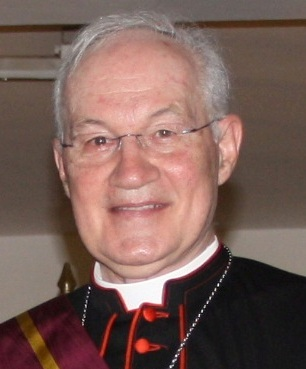
Marc Kardinal Ouellet PSS (2012)

Wappen von Kardinal Ouellet: Damit sie eins seien, Joh 17,22

Marc Kardinal Ouellet PSS (* 8. Juni 1944 in La Motte, Québec als Joseph Armand Marc Ouellet) ist ein kanadischer Ordensgeistlicher und emeritierter Kurienkardinal der römisch-katholischen Kirche. Von 2010 bis 2023 war er Kardinalpräfekt der Bischofskongregation.

## Leben
Marc Ouellet, Sohn einer Familie mit acht Kindern, besuchte das Berthier College (1958–1959) und studierte Philosophie und Pädagogik an der Pädagogischen Hochschule in Amos (1959–1964). 1964 erwarb er den Grad des Bachelor an der Universität Laval. Von 1964 bis 1968 studierte er Katholische Theologie am Großen Seminar von Montréal und der Universität Montreal. Am 25. Mai 1968 empfing er durch Gaston Hains das Sakrament der Priesterweihe. Anschließend wirkte er zwei Jahre lang in der Gemeindeseelsorge und war Kurat in der Pfarre Saint-Sauveur in Val-d’Or.
Nach einer Sprachausbildung in Spanisch lehrte er von 1970 bis 1971 Philosophie am Großen Seminar von Bogotá, Kolumbien, das von der Priestergemeinschaft von Saint-Sulpice geleitet wurde. 1972 trat er den Sulpizianern bei. In Rom absolvierte er 1974 ein philosophisches Lizenziatsstudium an der Päpstlichen Universität Heiliger Thomas von Aquin und an der Theologischen Fakultät der Universität Innsbruck.

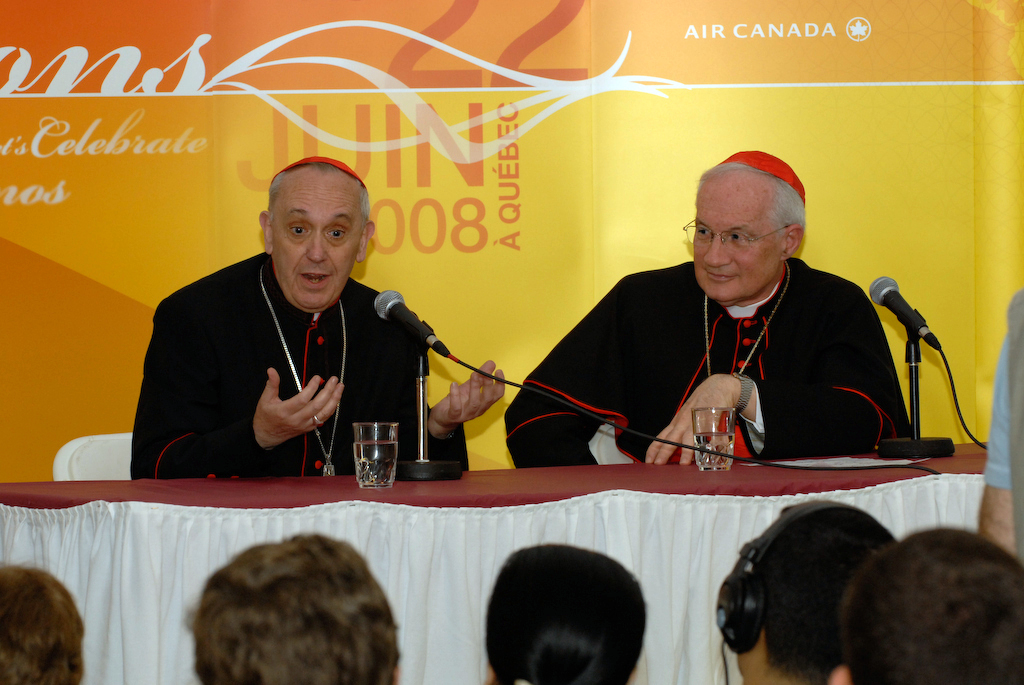
Kardinal Ouellet (rechts) mit Jorge Mario Bergoglio, dem späteren Papst Franziskus (2008)

1974 wurde er Professor am Großen Seminar von Manizales in Kolumbien, ab 1976 am Grand Séminaire de Montréal. 1978 kehrte er nach Rom zurück und wurde 1983 im Fachbereich Dogmatik an der Päpstlichen Universität Gregoriana promoviert. Nach einer Sprachausbildung in Deutsch in Passau wurde er Professor am Großen Seminar von Cali in Kolumbien. Von 1984 bis 1989 war er Rektor des Priesterseminars von Manizales in Kolumbien. 1989 wurde er Rektor an der Grand Séminaire de Montréal, und dann im Jahre 1994 Rektor des St. Joseph-Priesterseminars in Edmonton und lehrte 1996/97 am Newman Theological College in Edmonton. Von 1992 bis 2002 war Marc Ouellet Großprior der Statthalterei Kanada-Quebec des Ritterordens vom Heiligen Grab zu Jerusalem.
Von 1996 bis 2002 hatte er den Lehrstuhl für Dogmatische Theologie am Päpstlichen Institut „Johannes Paul II.“ für Studien zu Ehe und Familie der Lateranuniversität in Rom inne, an der er 1997 zum Titularprofessor ernannt wurde. Von 1995 bis 2000 war er Konsultor der Kongregation für den Klerus und 1996 Konsultor des Generalkapitels der Sulpizianer.
Am 3. März 2001 ernannte ihn Papst Johannes Paul II. zum Titularerzbischof von Acropolis sowie zum Sekretär des Päpstlichen Rates für die Förderung der Einheit der Christen und spendete ihm am 3. März 2001 im Petersdom die Bischofsweihe; Mitkonsekratoren waren die Kurienkardinäle Angelo Sodano und Giovanni Battista Re. Sein bischöflicher Wahlspruch ist “Ut unum sint” (Joh 17,22 , deutsch: „Damit sie eins seien“).
Am 15. November 2002 wurde er zum Erzbischof von Québec ernannt und am 26. Januar des folgenden Jahres in das Amt eingeführt. Am 21. Oktober 2003 nahm Papst Johannes Paul II. ihn als Kardinalpriester mit der Titelkirche Santa Maria in Traspontina in das Kardinalskollegium auf. Nach dem Tod des Papstes nahm Kardinal Ouellet am Konklave 2005 teil.
Papst Benedikt XVI. berief ihn für die XII. ordentliche Generalversammlung der Bischofssynode, die vom 5. bis zum 26. Oktober 2008 in Rom tagte, zum Generalrelator. Am 30. Juni 2010 berief ihn Benedikt XVI. zum Kardinalpräfekten der Kongregation für die Bischöfe und zum Präsidenten der Päpstlichen Kommission für Lateinamerika. Papst Franziskus bestätigte Ouellet im Zuge einer ersten Neuordnung der Kurie nach seiner Wahl zum Papst am 16. Dezember 2013 als Kardinalpräfekt der Bischofskongregation.
Am 13. April 2012 leitete er als Sondergesandter des Papstes den Eröffnungsgottesdienst zur Heilig-Rock-Wallfahrt in Trier.
Kardinal Ouellet wurde vor dem Konklave 2013 in der Presse als papabile gehandelt, da er durch seine nordamerikanische Herkunft und die frühere Tätigkeit in Südamerika die Stimmen der amerikanischen Kardinäle auf sich hätte ziehen können.
Papst Franziskus erhob ihn mit Wirkung vom 28. Juni 2018 unter Beibehaltung seiner Titelkirche zum Kardinalbischof. Er gehört der damals vom Papst neu geschaffenen Gruppe jener Kardinalbischöfe an, „welche den Kardinalbischöfen mit suburbikarischem Titel gleichgestellt sind“.
Am 30. Januar 2023 nahm Papst Franziskus das von Marc Ouellet aus Altersgründen vorgebrachte Rücktrittsgesuch von den Ämtern des Präfekten des Dikasteriums für die Bischöfe und des Präsidenten der Päpstlichen Kommission für Lateinamerika an. Bis zum Amtsantritt seines Nachfolgers Robert F. Prevost OSA am 12. April 2023 führte er die Amtsgeschäfte fort.

## Wirken
Marc Ouellet gilt als Intellektueller und Kosmopolit und in theologischen Fragen als konservativ. Er hat sich gegen Abtreibung und gegen die gleichgeschlechtliche Ehe ausgesprochen. Im November 2021 sprach sich Kardinal Ouellet gegen die Zulassung von Frauen zur Priesterweihe aus, forderte allerdings auch, „Frauen in der Kirche Raum und Möglichkeiten zu geben und auf sie zu hören“.
Im November 2022 äußerte sich Kardinal Ouellet kritisch über den Synodalen Weg in Deutschland, also an den Reformbestrebungen zur Aufarbeitung sexuellen Missbrauchs innerhalb der römisch-katholischen Kirche in Deutschland. Die Reformdebatte verletze die Gemeinschaft der Kirche und säe „Zweifel und Verwirrung unter dem Volk Gottes“. Er hatte die deutschen Bischöfe aufgefordert, den Synodalen Weg vorläufig auszusetzen.
Ouellet steht der katholischen Zeitschrift Communio (Internationale Katholische Zeitschrift Communio; erscheint in etwa 17 Sprachen) nahe und bevorzugt die Theologie von Hans Urs von Balthasar (1905–1988).
Ouellet spricht neben Französisch und Englisch auch fließend Italienisch, Deutsch, Portugiesisch, Spanisch und versteht Latein und Hebräisch.

### Rechtsstreite und Verurteilung
Ouellet wurde durch ein Zivilgericht in Lorient, Frankreich, in erster Instanz verurteilt. Laut Urteil soll er Schadensersatz in sechsstelliger Höhe an die ehemalige Ordensfrau Sabine Baudin de la Valette (57), zahlen. Sie sei nach 34 Jahren und ohne Angabe von Gründen durch Ouellets Entscheidungen aus dem Orden entlassen, grundlegend verleumdet und geschädigt worden. Vorangegangen war Ouellets Entscheidung im Jahr 2021 und neue Vorwürfe gegen ihn im eigenen Verleumdungsprozess. Die verhängten Schadenersatzzahlungen gegen die Beklagten und den Orden belaufen sich etwa 300.000 Euro. Valette, mit Ordensname ist Mutter Marie Ferreol, hatte gegen den Kardinal und zwei Visitatoren sowie gegen ihre Gemeinschaft geklagt, auch wegen deren Vorwurf von Manipulation und geistlichen Missbräuchen gegen sie. Sie machte geltend, persönlich in 2011 „schwerwiegende Missbräuche und Tatbestände“ innerhalb der Gemeinschaft angeprangert zu haben. Die Verurteilten und die Ordensgemeinschaft der Dominikanerinnen vom Heiligen Geist kündigten Berufung an.
Der Orden führt in Frankreich mehrere Schulen. Dort wurden auch Marion Maréchal ausgebildet, die Enkelin von Jean-Marie Le Pen und Nichte von Marine Le Pen, die bereits französische Parlamentsabgeordnete war und seit 2022 stellvertretende Vorsitzende der Rechtspartei Reconquête des Journalisten und Buchautors Éric Zemmour ist.
Seit August 2022 ist Ouellet von einer Missbrauchs-Sammelklage gegen das Erzbistum Quebec betroffen.

## Mitgliedschaften
Marc Kardinal Ouellet war Mitglied folgender Dikasterien der römischen Kurie:
- Sektion für die Beziehungen mit den Staaten im Staatssekretariat des Heiligen Stuhls (2011–2024)[17]
- Kongregation für die Bischöfe (Präfekt 2010–2023)
- Kongregation für die Glaubenslehre (2010–2024)[18]
- Kongregation für den Gottesdienst und die Sakramentenordnung (2003–2024)[19]
- Kongregation für das Katholische Bildungswesen (ab 2007[20], ab 2023 Dikasterium für die Kultur und die Bildung[21] bis 2024)
- Kongregation für den Klerus (ab 2008,[22] bestätigt 2014[23] bis 2024)
- Kongregation für die Institute geweihten Lebens und für die Gesellschaften apostolischen Lebens (2014–2024)[24]
- Päpstlicher Rat für die Kultur
- Päpstlicher Rat zur Förderung der Neuevangelisierung (2011–2024)[25]
- Päpstlicher Rat für die Gesetzestexte (2011–2024)[26]
- Päpstliche Kommission für Lateinamerika (2009–2024)[27]

## Schriften
- L’existence comme mission. L’anthropologie théologique de Hans Urs von Balthasar. Rom, Pontificia Universitas Gregoriana, Diss. 1983.
- Divina somiglianza: antropologia trinitaria della famiglia. Rom, Pontificia Università Lateranense, 2004, ISBN 978-88-465-0450-0.
- Charismen. Eine Herausforderung. Johannes, Einsiedeln 2011, ISBN 978-3-89411-414-5.